# François Magendie

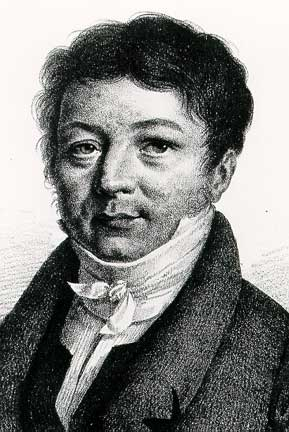
Magendie nel 1822

François Magendie (Bordeaux, 6 ottobre 1783 – Sannois, 7 ottobre 1855) è stato un fisiologo francese, considerato un pioniere della fisiologia sperimentale. È conosciuto per aver descritto il foro di Magendie. Esiste anche un segno di Magendie, una rotazione verso il basso e verso l'interno dell'occhio dovuta ad una lesione del cervelletto.

## La vita

### Infanzia, giovinezza ed educazione
Figlio di Antoine Magendie, chirurgo stimato e animato da sentimenti repubblicani, e di Nicole De Perey De Launay, parigina. Nel 1791 la famiglia si trasferì a Parigi e l'anno successivo Francois e Jean Jacques, suo fratello, persero la madre. Il padre, fortemente influenzato dalle idee di Jean-Jacques Rousseau, non permise ai figli l'istruzione scolastica, lasciando libero sfogo alle loro attitudini naturali, senza alcuna guida formativa. Probabilmente furono queste circostanze che portarono, Magendie, allo sviluppo delle sue capacità di osservazione delle facoltà degli animali e degli uomini. Solamente all'età di dieci anni cominciò a frequentare le scuole primarie e imparò a leggere e a scrivere, divenendo il più bravo allievo delle scuole parigine.

### L'ascesa sociale
Prese contatti con Bichat e Dupuytren all'Hôtel-Dieu e nel 1803, al suo primo concorso, fu nominato interno all'ospedale. Solo quattro anni più tardi, nel 1807, arrivò primo al concorso per assistente di anatomia alla facoltà di medicina. Nel 1808 ebbe la nomina di Docteur en Medicine. Magendie non aveva ancora scelto la sua specializzazione definitiva, ma era attratto da una nuova disciplina: la fisiologia.
Francois Magendie sarà infatti considerato il rivoluzionario della fisiologia; non conosceva regola o obbedienza e il suo scetticismo lo condusse a dedicare la sua vita alla costante ricerca di prove. Non crederà a nulla se non dopo aver ricevuto riscontri. Nello stesso anno fu nominato membro della Société Medicale d'Emulation, creata da Bichat nel 1796. In un primo momento si accostò alle ideologie di Bichat, anatomista originale che fece esperimenti sulla fisiologia restando ugualmente legato alla concezione vitalista, ma ben presto se ne distaccherà.
Nell'aprile del 1813 iniziò una collaborazione con la Société Philomatique, la cui attività consisteva nel discutere e riassumere lavori delle diverse branche della scienza. Durante lo stesso anno organizzò un corso privato di dimostrazioni ed esperimenti nell'anfiteatro dell'École de Medicine, eretto durante la rivoluzione.
Per Magendie fu un periodo estremamente fecondo, nel quale poté concentrarsi negli studi sul sistema nervoso, che espose più tardi. Nel 1816, presentò Précis de Physiologie, frutto dell'osservazione sull'uomo sano e sull'uomo malato. Nel 1831, l'epidemia di colera provocò numerose vittime e fu l'occasione per Magendie di ricercare e studiare, attraverso le autopsie che effettuava, la causa del male, senza, però, trovare soluzione. 
Francois Magendie fu il maestro di un'intera generazione di sperimentalisti tra i quali ricordiamo Claude Bernard. La loro duratura collaborazione cominciò nel 1839, e il giovane Bernard fu in grado di sviluppare una sofisticata fisiologia biologia per dimostrare l'estrema utilità del metodo sperimentale e della vivisezione.
Magendie morì il 7 ottobre del 1855 a causa di una complicazione cardiaca a Sannois.

## Le opere

### Il metodo sperimentale
L'innovazione apportata da Magendie è prima di tutto metodologica, in un contesto, quello della seconda metà del Settecento in cui la medicina era ancora piena di pregiudizi religiosi e detti popolari che non suscitavano il minimo interesse nella ricerca e nell'approfondimento delle conoscenze sulla natura umana.
A lui, dunque, dobbiamo una duplice innovazione: la nuova metodologia fondata sul metodo sperimentale e le nuove invenzioni nel campo della fisiologia.
Il metodo sperimentale fu per Magendie la chiave delle verità biologiche. Lui stesso affermava: "sperimentate, sperimentate, e il resto verrà da sé."
Il primo principio alla base delle scienze sperimentali è il determinismo ovvero la concezione secondo la quale quando un fenomeno appare vi è una condizione determinante di questa manifestazione.

### I nervi spinali
Il suo più importante contributo alla scienza fu anche il più contestato. Contemporaneo di Charles Bell, Magendie condusse numerosi esperimenti sul sistema nervoso, in particolare verificando la distinzione fra nervi di sensazione e nervi motori nel midollo spinale, giungendo alla cosiddetta legge di Bell-Magendie. Questo portò ad un'intensa rivalità fra le due sponde della Manica, dove gli inglesi sostenevano che Bell avesse pubblicato le sue scoperte per primo e che Magendie avesse rubato i suoi esperimenti. L'asprezza di questa rivalità scientifica può essere paragonata solamente a quella tra Isaac Newton e Robert Hooke.
Bell aveva dimostrato le proprietà essenziali dei nervi anteriori, ma non aveva trovato risoluzione al problema dei nervi posteriori e della conduzione della sensibilità. Sostanzialmente egli si preoccupava non tanto di studiare le reali proprietà dei nervi, quanto piuttosto di dimostrare che i due tipi di nervi avessero diverse funzioni.
Al contrario, Magendie considerava diversa la natura dei nervi e si interrogò sul loro comportamento. Realizzò il suo studio con la stimolazione sia meccanica che elettrica e pervenne ad una rigorosa e definitiva formulazione delle proprietà dei nervi.
Secondo la sua tesi i nervi anteriori erano destinati al movimento, i nervi posteriori, invece, a condurre gli impulsi nervosi. Inoltre, caratteristica di questi ultimi, era la "sensibilità ricorrente" ovvero la loro costante e continua capacità di trasmettere l'impulso nervoso, al contrario dei nervi anteriori che si dividevano in sensibili, parzialmente insensibili e completamente insensibili.

### Francois Magendie e Claude Bernard
Claude Bernard calmo, affidabile e riflessivo e Francois Magendie severo, rigoroso e intransigente, pur avendo due differenti personalità giocano un ruolo complementare nella ricerca scientifica del metodo sperimentale che durante il corso del XIX secolo cambia completamente. Infatti la modalità di approcciarsi ai problemi e i criteri applicati da Bernard e Magendie per le soluzioni, risultano rivoluzionari.
Quindici anni più tardi, nel 1857, Bernard, nel suo Cahier Rouge, dove raccoglieva riflessioni e progetti, trascrisse la stessa idea, senza dubbio ancora attuale.
Nel comune lavoro, Francois Magendie rappresenta l'elemento rivoluzionario, colui il quale rompe le mura dell'animismo e del vitalismo, considera l'esperienza la regola assoluta e i fenomeni fisici come partecipanti ad un meccanismo di vita.
Bernard, invece, codifica la nuova metodologia.
Da Magendie ereditiamo la strada della sperimentazione, l'aver distrutto le antiche nozioni e nello stesso tempo aver apportato un orientamento costruttivo per il rinnovo del metodo, ma dobbiamo aspettare Bernard per avere una presentazione sistematica e la codifica della metodologia. Infatti è proprio questo il motivo per cui il nome di Magendie non è rimasto tra i grandi della scienza universale.
Senza dubbio cinquanta anni separano le prime scoperte di Magendie dalla redazione di "Introduzione" di Bernard, il tempo necessario per la maturazione delle idee. 
È importante però ricordare come Magendie sia riuscito ad imporre al suo successore la forza della sua convinzione e l'autorità della sua funzione.
Bernard, del quale ricordiamo la buona fede e l'assoluta sincerità, conosceva molto bene le qualità ed i difetti del suo maestro:

### La vivisezione
Magendie era anche un noto vivisettore, in grado di shockare molti dei suoi contemporanei con brutali dissezioni dal vivo che eseguiva durante pubbliche lezioni di fisiologia. A differenza di Bell, che era estremamente riluttante nel verificare le sue scoperte sperimentalmente, Magendie era contento di eseguire dolorosi esperimenti e dissezioni di animali vivi. Richard Martin, un irlandese membro del parlamento, nell'introdurre la sua legge che bandiva la crudeltà verso gli animali nel Regno Unito, descrisse la dissezione pubblica di Magendie di un levriero: l'animale era inchiodato a terra orecchie e zampe, con metà dei nervi della faccia dissezionati, e lasciato così per tutta la notte per future dissezioni; e chiamò Magendie una "disgrazia per la società."
Si guadagnò inoltre taglienti critiche dai contemporanei sia in Gran Bretagna sia in Francia, e fra gli scienziati successivi critici riguardo al suo metodo ci sono Charles Darwin e Thomas Henry Huxley. Questi fu anche uno dei maggiori sostenitori dell'antivivisezionismo e dei movimenti di riforma della vivisezione, dedicando insieme ad Albert Leffingwell un capitolo del suo libro An Ethical Problem all'uomo.